# Le Nabab
Le Nabab est un roman d'Alphonse Daudet, publié fin 1877.

## Principaux personnages
- Bernard Jansoulet (« le Nabab »), directement inspiré du député François Bravay[1].
- Paul de Géry, son homme de confiance
- Dr Jenkins
- Paganetti
- Moëssard
- Cardailhac
- Marquis de Monpavon

## Résumé
Sous le Second Empire, un ancien portefaix de Marseille, parti de rien, arrive à force d’intelligence, de travail, de chance et d’audace, à se constituer à la cour du bey de Tunis une fortune colossale. Maintenant il peut tout oser, ses millions l’ennoblissent ; il est en mesure de réaliser ses fantaisies les plus folles, car sa caisse et son crédit sont inépuisables. 
Pris d’ambition, ce parvenu vient s’installer à Paris qui l’attire ; il veut faire assez de bien pour devenir populaire ; on parlera de lui dans les journaux ; il sera reçu chez les grands personnages ; la décoration est au bout de ses efforts, peut-être même la députation. Aussitôt il est assailli de ces mille déclassés, parasites, meurt-de-faim et pique-assiettes, de toutes races et de tous pays, à qui tout semble dit parce qu’ils doivent a tous ; à cette horde étrangère se joint la bande des chercheurs d’or parisiens qui flairent de loin la mine à exploiter, la bourse à dégarnir. Il commandite Cardailhac, un directeur de théâtre trois fois failli ; il engraisse Moëssard, journaliste véreux, pour quelques articles flagorneurs ; il sauve d’un désastre Paganetti et sa Caisse territoriale ; il entretient l’œuvre de Bethléem, établissement philanthropique fondé par le médecin à la mode, le docteur Jenkins ; et pour prix de ces bienfaits, il obtient la faveur d’être présenté au ministre d’État le duc de Mora, qui le prend en amitié. Jansoulet est au comble de ses vœux. Mais la décoration qu’il attendait est allée droit à Jenkins, qui était en nom dans l'œuvre de Bethléem ; première attaque portée à l’amour-propre du Nabab, qui se rejette sur la députation. Sûr de l’appui de Mora, il se présente en Corse. Il promet des routes et des chemins de fer, commence des entreprises gigantesques, achète les voix des besogneux et des imbéciles, soudoie les autorités, traite avec les brigands de l’île. Il est élu. Ce jour-là, le salon de peinture vient d’ouvrir. Le nom de Jansoulet est dans toutes les bouches, son buste, exécuté par une artiste célèbre, Félicia Ruys, attire l’attention publique. Le Nabab a pour ennemie intime la femme du banquier Hemerlingue, un ancien copain de Marseille. Les Hemerlingue ont réussi à le faire tomber en disgrâce auprès du bey de Tunis, qui a décrété la confiscation de ses propriétés, de ses magasins, de ses entrepôts. C’est la ruine. Son élection seule pouvait le sauver, elle vient à point. Soudain, le bruit de la mort de Mora se répand. Jenkins, l’honnête docteur irlandais qui le soigne, nourrit une passion folle pour Félicia Ruys ; il s’est aperçu que le duc était son amant, et il a doublé adroitement la dose de ses perles à la mode qui donnent un éclat factice aux dépens de la santé. 
D’autre part, des articles du Messager signés de Moëssard que le Nabab a eu le tort de s’aliéner, jettent un manteau d’infamie sur ses épaules et tournent l’opinion contre lui. Dès lors, Jansoulet ne lutte plus, il se raccroche ; il attend fiévreusement le jour où, en pleine assemblée, l’avocat Le Merquier, homme intègre, lira un rapport, rédigé contre lui sous l’inspiration de la baronne Hemerlingue, qui lui vaut d’être invalidé. Ses biens confisqués, son crédit perdu, son or qui s’épuise, les échéances qui approchent, la faillite se dresse, la ruine menace lorsqu'une dépêche lui annonce que son dévoué secrétaire Paul de Géry, revient de Tunis, rapportant dix millions arrachés au bey. Ce soir-là, Cardailhac donnant une première à sensation, c’est une magnifique occasion de se montrer aux Parisiens qui le croyaient sombré. Néanmoins le grand scandale à sa vue entrant dans sa loge le cloue au pilori de son propre théâtre. C’est plus que n’en peut supporter le Nabab, saisi d’une apoplexie foudroyante.

## Adaptations
Daudet a collaboré avec Pierre Elzéar Bonnier-Ortolan à une comédie en cinq actes, Le Nabab, a été représentée la 1re fois au théâtre du Vaudeville à Paris le 30 janvier 1880.

## Illustrations
Le Nabab au Vaudeville est une estampe due à Albert Robida, inspirée par la pièce de Daudet.